# Виреоновые
Виреоновые (лат. Vireonidae) — семейство птиц из отряда воробьинообразных.

## Описание
Мелкие (длиной 10—18 см) кустарниковые и лесные птицы, но с крепкими лапками и крепким клювом. Окраска оперения в основном зеленовато-бурая сверху и желтоватая или белая снизу. Полового диморфизма нет. Внешним обликом одни виды напоминают славок, другие — сорокопутов. Питаются в основном насекомыми, некоторые — фруктами. Строят висячие чашевидные гнёзда на горизонтальных ветвях. В кладке 2—5 яиц.
Виреоновые входят в группу воробьиных Нового Света, у них 10 первостепенных маховых (у всех воробьиных Старого Света маховых 9). Распространены виреоновые преимущественно в Северной и Центральной Америке. Много их на островах Вест-Индии.

## Классификация
Международный союз орнитологов относит к семейству 8 родов и 62 вида:
- Pteruthius Swainson, 1832 — Сорокопутовые тимелии — 7 видов
- Erpornis Blyth, 1844 — 1 вид
- Cyclarhis Swainson, 1824 — Попугайные виреоны — 2 вида
- Vireolanius Bonaparte, 1850 — Сорокопутовые виреоны — 4 вида
- Hylophilus Temminck, 1822 — Южноамериканские виреоны, или виреончики — 8 видов
- Tunchiornis — 1 вид
- Pachysylvia — 5 видов
- Vireo Vieillot, 1808 — Виреоны, или настоящие виреоны — 34 вида